# Nocaracris cejchani
Nocaracris cejchani (лат.) — вид саранчовых насекомых рода Nocaracris из семейства Памфагиды (отряд Прямокрылые).

## Распространение
Турция.

## Описание
Тело сжато сбоков, коренастое (длина самцов около 2 см, самки до 3,9 см, длина пронотума самок от 6 до 7,4 мм, длина их заднего бедра от 10,3 до 12,5 мм), лоб морщинистый. Основная окраска буровато-землистая с примесью серого и черного цветов. Крылья и орган Краусса отсутствуют, пронотум не разделён поперечным швом, есть шипики или зубчики вдоль внутреннего вентрального края задних бёдер. Вид был впервые описан в 2016 году турецким энтомологом Мустафой Уналом (Mustafa Ünal, Abant İzzet Baysal Üniversitesi, Fen-Edebiyat Fakültesi, Болу, Турция) и назван в честь энтомолога Dr. Adolf Čejchan за его вклад в изучение прямокрылых насекомых.